# Sid Meier’s Civilization V: Brave New World
Sid Meier’s Civilization V: Brave New World (рус. Цивилизация Сида Мейера V: Дивный новый мир) — второе официальное дополнение компьютерной игры Sid Meier’s Civilization V в жанре 4X-глобальная пошаговая стратегия, разработанное компанией Firaxis Games под Microsoft Windows и портирована студией Aspyr Media на Linux и Mac OS X. Выпуск дополнения состоялся 9 июля 2013 года в Северной Америке и 12 июля 2013 года в остальном мире.
Дополнение было официально анонсировано 15 марта 2013 года. Тогда же была опубликована некоторая информация о новых объектах и изменениях, вносимых дополнением в игру.

## Обзор
По словам разработчиков, одним из ключевых изменений, вносимых в игровой процесс, является модернизация процесса торговли, который может происходить как между городами одной державы, так и между разными цивилизациями, включая города-государства. Если прежде города были просто связаны торговыми путями, от которых государства получали золото, то в дополнении кроме этого появляется специальный юнит — «караван» (морской вариант — «грузовой корабль»). Он может автоматически перемещаться между близкими друг к другу городами в зависимости от решения игрока. Вражеский юнит может прервать торговый путь на любой его клетке, в каком бы месте торгового пути юнит в это время ни находился; после этого торговый юнит придётся создавать заново. Дополнение даёт возможность направить в нужный город золото, продовольствие, очки науки и религии. Одновременное количество торговых путей для каждой державы ограничивается уровнем её технического развития и увеличивается посредством постройки некоторых чудес света.
В дополнении при определённых условиях один из игроков создаёт «мировой конгресс», с помощью которого цивилизации способны оказывать большее влияние друг на друга, чем в прошлых версиях игры. Конгресс в течение определённого срока возглавляют две цивилизации — государство, принимающее конгресс, и государство, имеющее наибольшее число резидентов в нём. Эти цивилизации могут предлагать резолюции, а остальные государства могут лишь голосовать по ним. Резолюции могут вносить изменения в игровой процесс, как то: наложение санкций на какое-либо государство, организация создания мирового проекта (например, «Всемирная выставка»). На поздних этапах игры Мировой конгресс преобразуется в ООН, заменяющую аналогичное чудо света прошлых версий игры. Державы выбирают мирового лидера, и страна-победительница одерживает дипломатическую победу.
Значительные изменения осуществлены в достижении культурной победы. Наряду с показателем «культура» присутствует показатель «туризм». Культура, в отличие от предыдущих версий игры, используется лишь для сдерживания культурного давления со стороны других цивилизаций, а туризм выполняет активную роль. Он накапливается, в основном, с помощью «шедевров» — продуктов деятельности великих писателей, великих художников, великих музыкантов и археологов. При создании очередного шедевра великим человеком на экране появляется цитата из книги, отрывок из пьесы или фотография картины, в зависимости от рода деятельности великого человека, создавшего шедевр. Шедевры хранятся в культурных зданиях, таких как амфитеатр, «музей», различные чудеса света. Для достижения культурной победы необходимо сделать свою культуру модной во всех цивилизациях с помощью туризма. Показателю туризма дают прибавку договоры об открытых границах, а также торговые пути. Также в игру добавляется технология «археология», по изучению которой на карте появляется новый тип ресурсов — места археологических раскопок. При проведении раскопок юнитом археологом они превращаются (по выбору) в исторические памятники (особое улучшение земли, дающее прибавку к культуре) или предметы старины (шедевры, дающие прибавку к туризму).
Ещё одним крупным нововведением стали «идеологии» — особая категория общественных институтов. Доступно три типа идеологии — «порядок», «свобода» и «автократия». Принятие той или иной идеологии может существенно облегчить победу, например идеологии «порядка» ускоряют строительство космического корабля, а «автократии» — значительно улучшают боевые показатели юнитов.
Отныне христианство представлено в игре тремя конфессиями: католицизм, протестантизм и православие.
В игру добавляются новые общественные институты, тесно связанные с нововведениями в игровой процесс. В комплекте с дополнением идут два новых сценария. Кроме вышеупомянутых каравана и торгового судна добавлены два новых боевых юнита поздних этапов игры — группа XCOM, являющийся апгрейдом парашютистов (пасхальное яйцо на другую игру Firaxis, XCOM: Enemy Unknown), и базука — модернизация пулемётной роты. Появились новая технология — Интернет, и новые здания — аэропорт, позволяющий юнитам перемещаться между городами за один ход независимо от их удаления друг от друга, караван-сарай и отель.

### Новые цивилизации и лидеры
Brave New World добавляет в игру 9 новых цивилизаций (лидеров): Польша (Казимир III), Бразилия (Педру II), Ассирия (Ашшурбанапал), Португалия (Мария I), зулусы (Чака), Венеция (Энрико Дандоло), Индонезия (Гаджа Мада), Марокко (Ахмад аль-Мансур) и шошоны (Покателло). В игре обновлены особенности цивилизации Франция. 

## Отзывы
| Сводный рейтинг       | Сводный рейтинг |
| Агрегатор             | Оценка          |
| --------------------- | --------------- |
| GameRankings          | 85,78 %         |
| Metacritic            | 85              |
| Иноязычные издания    |                 |
| Издание               | Оценка          |
| GameSpot              | 9,5/10          |
| IGN                   | 9,4/10          |
| Русскоязычные издания |                 |
| Издание               | Оценка          |
| Absolute Games        | 90 %            |
| Riot Pixels           | 85/100          |